# Jamshid Iskanderov
Jamshid Iskanderov (16 de outubro de 1993) é um futebolista profissional usbeque que atua como meia.

## Carreira
Jamshid Iskanderov representou a Seleção Usbeque de Futebol na Copa da Ásia de 2015.